# Erki Savisaar

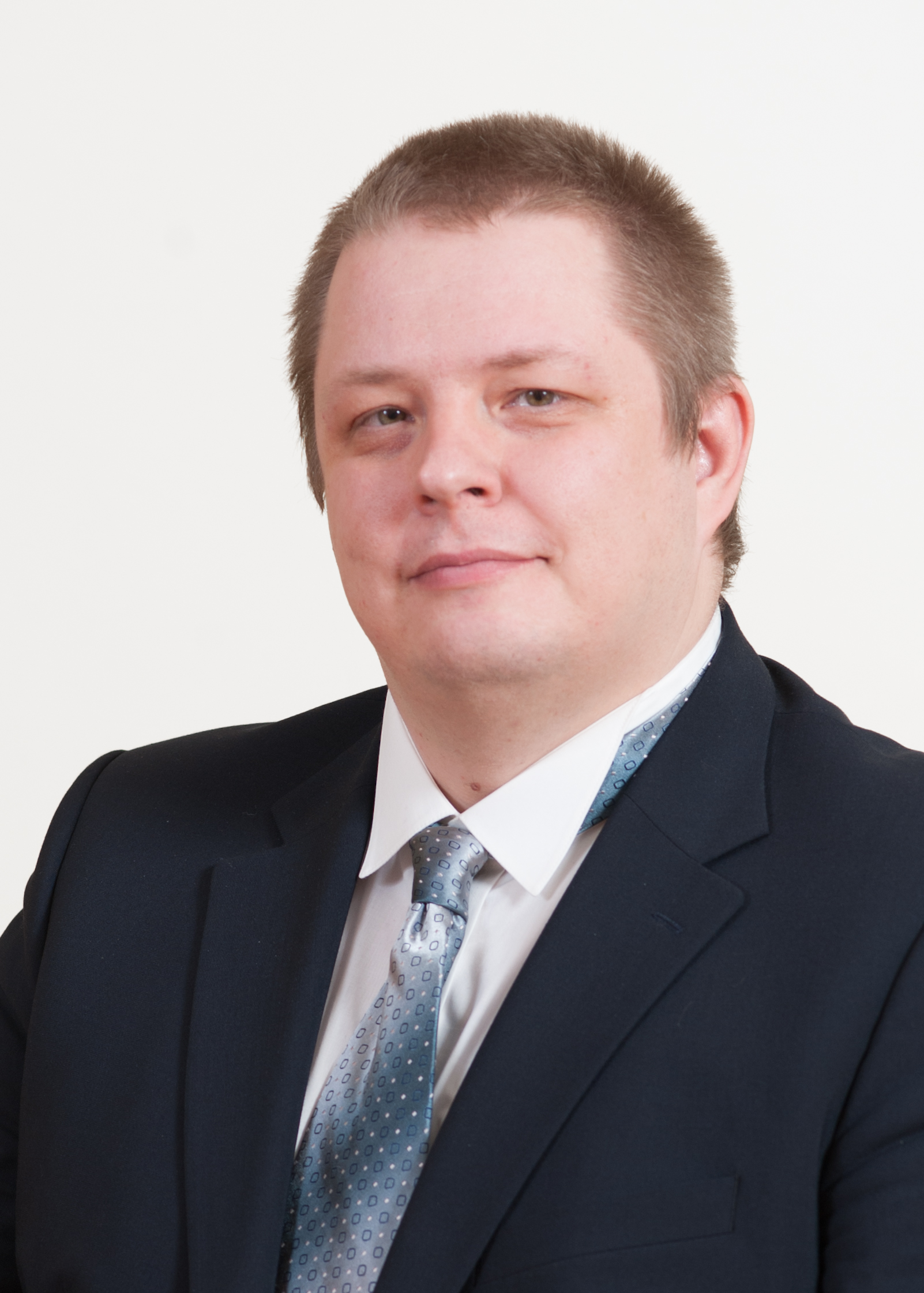
Erki Savisaar (2017)

Erki Savisaar (* 16. Juni 1978 in Vastse-Kuuste, heute Kreis Põlva) ist ein estnischer Politiker (K). Vom 18. November 2021 bis zum 3. Juni 2022 war er Umweltminister der Republik Estland in der Koalitionsregierung von Ministerpräsidentin Kaja Kallas.

## Leben
Von 1996 bis 1998 war Erki Savisaar als Lehrer am Interschulischen Unterrichtszentrum in Tallinn (Tallinna Koolidevahelise Õppekeskuse) beschäftigt. 1997/98 war er gleichzeitig Direktor der IT-Abteilung der Estnischen Akademie für Öffentliche Verwaltung (Sisekaitseakadeemia).
Von 1998 bis 2001 unterrichtete Savisaar bei dem Unternehmen Baltic Computer Systems AS. Von 2001 bis 2006 führte er Fortbildungen für die Firma BCS Koolitus AS durch. 2003 schloss Savisaar sein Studium im Fach Angewandte Informatik an der Universität Tallinn ab. Von 2006 bis 2019 war er Mitglied im Verwaltungsvorstand des Unternehmens OÜ Fixor Holding. Von 2012 bis 2015 leitete Savisaar die IT-Abteilung des hauptstädtischen Verkehrsunternehmens Tallinna Linnatranspordi AS.
2015 trat Savisaar der Estnischen Zentrumspartei bei. Im selben Jahr wurde er als Abgeordneter in das estnische Parlament (Riigikogu) gewählt. Bei den Parlamentswahlen 2019 zog er erneut ins Parlament ein.
Am 18. November 2021 wurde Savisaar als neuer Umweltminister der Republik Estland vereidigt, nachdem sein Vorgänger und Parteifreund Tõnis Mölder aus persönlichen Gründen zurückgetreten war.

## Privates
Erki Savisaar ist der Sohn des ehemaligen estnischen Ministerpräsidenten, früheren Tallinner Bürgermeisters und langjährigen Vorsitzenden der Zentrumspartei Edgar Savisaar (1950–2022) und dessen erster Ehefrau Kaire Savisaar. Erki Savisaar ist verheiratet und hat mit seiner Ehefrau Margit zwei Töchter.